# PZL-140
Die PZL-140 „Gąsior“ (deutsch Gänserich) war ein Projekt des polnischen Herstellers PZL und der polnischen Luftfahrtindustrie für ein Feuerlöschflugzeug auf der Basis in Polen gebauter Flugzeuge. 

## Geschichte
Das Flugzeugprojekt sollte Konstruktionsmerkmale bereits im Dienst befindlicher Flugzeuge miteinander kombinieren, um ein optimales Feuerlöschflugzeug zu schaffen. Von der PZL-106BS sollten Triebwerk, Vorderrumpf, Rumpfheck, Tragflächen und Höhenleitwerk, von der PZL-106BT-601 das Seitenleitwerk und von der Antonow An-2 die Luftschraube und das Hauptfahrwerk übernommen werden. Der Rumpfteil zwischen Triebwerk und Kabine sollte als integraler Wasserbehälter ausgebildet werden. Das Flugzeug wurde als Doppeldecker mit nur einer rumpfnahen Verstrebung der Flügel und kürzerem Oberflügel projektiert. Es kam nur zum Bau von verkleinerten Modellen.

## Technische Daten
| Kenngröße             | Daten      |
| --------------------- | ---------- |
| Exemplare             | keine      |
| Spannweite            | 14,67 m    |
| Länge                 | 10,72 m    |
| Höhe                  | 5,04 m (?) |
| Flügelfläche          | 60,53 m²   |
| Leermasse             | 2364 kg    |
| Startmasse            | 5700 kg    |
| Besatzung             | 1          |
| Höchstgeschwindigkeit | 270 km/h   |
| Gipfelhöhe            | 3600 m     |
| Reichweite            | 500 km     |
| Triebwerk             | Turboprop  |

## Namenswirrwarr
In verschiedenen Internetpublikationen taucht eine mit der hier beschriebenen Maschine nichts gemeinsam habende PZL-140 „Orlik 2000“ auf, auch wird das Flugzeug „Gąsior“ in einer Publikation als PZL-118 bezeichnet. Zur PZL-118 sind ansonsten keine weiteren Informationen erhältlich. Möglicherweise wurde die Projektbezeichnung der PZL-140 „Gąsior“ im Laufe der Entwicklung geändert, vielleicht aber auch nur die wegen der fehlenden Realisierung wieder freie Nummer PZL-140 später an ein anderes Projekt neu vergeben.